# World Popular Song Festival 1970
Het World Popular Song Festival 1970 was de eerste editie van het World Popular Song Festival. Het werd gehouden in Tokio, Japan van 20 tot 22 november 1970. Uiteindelijk werd Israël de eerste winnaar van het festival. De top drie werd vervolledigd door het Verenigd Koninkrijk en Hongarije.

## Deelnemende landen
38 landen van over de hele wereld hadden zich ingeschreven voor de eerste editie van het festival. 21 landen hiervan waren afkomstig uit Europa. Ook België en Nederland waren van de partij.
België deed het goed in de halve finale en mocht zodoende aantreden in de finale. Daliah Lavi eindigde daarin uiteindelijk op een dertiende plaats.
Nederland werd vertegenwoordigd door Rita Reys. Zij bleef steken in de halve finale.

## Overzicht

### Finale
| Plaats | Land                | Taal       | Artiest                   | Lied                                         |
| ------ | ------------------- | ---------- | ------------------------- | -------------------------------------------- |
| 1      | Israël              | Hebreeuws  | Hedva & David             | I dream of Naomi                             |
| 2      | Verenigd Koninkrijk | Engels     | Bob Saker                 | What a beautiful world (We're living in now) |
| 3      | Hongarije           | Engels     | Janos Kober & Omega Group | Girl with pearls in her hair                 |
| 4      | Canada              | Frans      | Jacques Michel            | Un nouveau jour va se lever                  |
| 5      | Zuid-Korea          | Koreaans   | Chung Hun Hi              | Kirinomati (Foggy)                           |
| 6      | Italië              | Italiaans  | Paolo Mengoli             | Mi piaci da morire                           |
| 7      | Finland             | Fins       | Jukka Kuoppamäki          | Minä lähdin, sinä jäit                       |
| 8      | Frankrijk           | Frans      | Frida Boccara             | L'amour est un jardin                        |
| 9      | Japan               | Japans     | Izumi Yukimura            | Namida                                       |
| 10     | Joegoslavië         | Kroatisch  | Vice Vukov                | Neka cijeli svijet                           |
| 11     | Japan               | Engels     | Mieko Hirota              | Happening                                    |
| 12     | Malta               | Maltees    | Edwin Galea               | Fejn tidhol l-imhabba                        |
| 13     | België              | Frans      | Daliah Lavi               | Prends l'amour                               |
| 14     | Frankrijk           | Frans      | Herbert Léonard           | Litanies pour un été (Ô dis ô)               |
| 15     | Argentinië          | Spaans     | Ennio Sangiusto           | No pude olvidarte                            |
| 16     | Tsjecho-Slowakije   | Tsjechisch | Helena Vondráčková        | Ostrovy pokladů                              |
| 17     | Japan               | Engels     | Toi et moi                | Time changes                                 |
| 18     | Oostenrijk          | Duits      | Paul Moro                 | Es war nur Liebelei                          |
| 19     | Zwitserland         | Frans      | Hanya Nova                | Chanson d'amour                              |
| 20     | Australië           | Engels     | Ted Mulry                 | Falling in love again                        |
| 21     | Chili               | Spaans     | Osvaldo Diaz              | Toma mi mano                                 |

### Eerste halve finale
| Land                         | Taal       | Artiest                   | Lied                                         | Resultaat      |
| ---------------------------- | ---------- | ------------------------- | -------------------------------------------- | -------------- |
| België                       | Frans      | Daliah Lavi               | Prends l'amour                               | gekwalificeerd |
| Canada                       | Frans      | Jacques Michel            | Un nouveau jour va se lever                  | gekwalificeerd |
| Tsjecho-Slowakije            | Tsjechisch | Helena Vondráčková        | Ostrovy pokladů                              | gekwalificeerd |
| Japan                        | Engels     | Toi et moi                | Time changes                                 | gekwalificeerd |
| Polen                        | Pools      | Halina Kunicka            | Orkiestry dete                               | uit            |
| Spanje                       | Spaans     | Basilio                   | Te quiero, te quiero                         | uit            |
| Frankrijk                    | Frans      | Herbert Léonard           | Litanies pour un été (Ô dis ô)               | gekwalificeerd |
| Singapore                    | Engels     | Ahmad Daud Bin MD Hashim  | Head for the shore                           | uit            |
| Nieuw-Zeeland                | Engels     | Maria Dallas              | Pinocchio                                    | uit            |
| Verenigd Koninkrijk          | Engels     | Bob Saker                 | What a beautiful world (We're living in now) | gekwalificeerd |
| Verenigde Arabische Emiraten | Arabisch   | Aida El Shaer             | A hebak, A hebak, A hebak                    | uit            |
| Portugal                     | Portugees  | Sérgio Borges             | Onde vais rio que eu canto                   | uit            |
| Maleisië                     | Maleis     | Samad Haroun              | Hidupku untokmu                              | uit            |
| Nederland                    | Engels     | Rita Reys                 | Just be you                                  | uit            |
| Hongarije                    | Engels     | Janos Kober & Omega Group | Girl with pearls in her hair                 | gekwalificeerd |
| Mexico                       | Spaans     | Alejandro Algard          | Esta liorando la tierraou                    | uit            |
| Zuid-Afrika                  | Engels     | John Edmond               | Mallemeule (Round and round)                 | uit            |
| Roemenië                     | Roemeens   | Margareta Paslaru         | Iubire aesurda                               | uit            |
| Zuid-Korea                   | Koreaans   | Chung Hun Hi              | Kirinomati (Foggy)                           | gekwalificeerd |
| Griekenland                  | Grieks     | Zoi Kurukli               | Ine kapios allos                             | uit            |
| Japan                        | Engels     | Mieko Hirota              | Happening                                    | gekwalificeerd |
| Bolivia                      | Spaans     | Oscar Roca                | Sin amor sin esperanza                       | uit            |

### Tweede halve finale
| Land             | Taal      | Artiest            | Lied                       | Resultaat      |
| ---------------- | --------- | ------------------ | -------------------------- | -------------- |
| Mexico           | Spaans    | Ivonne Dior        | Dos                        | uit            |
| Australië        | Engels    | Ted Mulry          | Falling in love again      | gekwalificeerd |
| Zwitserland      | Frans     | Hanya Nova         | Chanson d'amour            | gekwalificeerd |
| Zuid-Vietnam     | Engels    | Khanh Ly           | You who go out in the rain | uit            |
| Malta            | Maltees   | Edwin Galea        | Fejn tidhol l-imhabba      | gekwalificeerd |
| Italië           | Italiaans | Paolo Mengoli      | Mi piaci da morire         | gekwalificeerd |
| Filipijnen       | Engels    | Merci Molina       | As long as forever         | uit            |
| Chili            | Spaans    | Osvaldo Diaz       | Toma mi mano               | gekwalificeerd |
| Finland          | Fins      | Jukka Kuoppamäki   | Minä lähdin, sinä jäit     | gekwalificeerd |
| Verenigde Staten | Engels    | Warren Schatz      | It's rainin', it's pourin' | uit            |
| Israël           | Hebreeuws | Hedva & David      | I dream of Naomi           | gekwalificeerd |
| Japan            | Japans    | Sugawara Yoichi    | Michiyuki                  | uit            |
| Hongkong         | Engels    | Betty Chung        | No other one               | uit            |
| Griekenland      | Engels    | Sotos Panagopoulos | Give me wings              | uit            |
| Japan            | Japans    | Izumi Yukimura     | Namida                     | gekwalificeerd |
| Zweden           | Engels    | Shirley Ann        | Yes, I've got              | uit            |
| Oostenrijk       | Duits     | Paul Moro          | Es war nur Liebelei        | gekwalificeerd |
| Argentinië       | Spaans    | Ennio Sangiusto    | No pude olvidarte          | gekwalificeerd |
| West-Duitsland   | Engels    | Peter Petrel       | Brother help me            | uit            |
| Joegoslavië      | Kroatisch | Vice Vukov         | Neka cijeli svijet         | gekwalificeerd |
| Denemarken       | Deens     | Lisa Linn          | Hvor gar du nu             | uit            |
| Frankrijk        | Frans     | Frida Boccara      | L'amour est un jardin      | gekwalificeerd |

1970 · 1971 · 1972 · 1973 · 1974 · 1975 · 1976 · 1977 · 1978 · 1979 · 1980 · 1981 · 1982 · 1983 · 1984 · 1985 · 1986 · 1987 · 1988 · 1989